# Rosalia Montmasson
Rose Montmasson, dite Rosalia, née à Saint-Jorioz le 12 janvier 1823, morte à Rome le 10 novembre 1904, est une patriote italienne. Originaire de Savoie, alors partie du royaume de Sardaigne, mariée à Francesco Crispi, elle est la seule femme à embarquer à Gênes avec l'expédition des Mille à la préparation de laquelle elle a participé directement. Après le débarquement en Sicile, d’autres femmes rejoignent les combattants : l’anglo-italienne Jessie White Mario et Antonia Masanello, originaire de Vénétie.

## Biographie
Gaspard et Jacqueline Pathoud, les parents de Rosalia Montmasson, sont des cultivateurs d'humble origine et Montmasson, quatrième de cinq enfants, reçoit une éducation rudimentaire. La mort de sa mère ayant aggravé les conditions économiques de la famille, Montmasson trouve en 1849 un emploi de repasseuse à Marseille où elle fait la connaissance de Francesco Crispi avec lequel elle commence une relation. Elle le suit quand il s'installe à Turin en septembre 1849.
En 1853, Crispi, d’allégeance républicaine et mazziniste, est expulsé du royaume de Sardaigne et trouve refuge à Malte, où Rosalia le rejoint. Ils sont mariés par un prêtre jésuite le 27 décembre 1854 à La Valette. Plus tard, le statut ambigu de ce prêtre sera une des raisons avancées par Crispi pour demander le divorce. Fin décembre, Crispi part se réfugier à Londres et Montmasson, après avoir reçu l’acte de mariage officiel, se rend à Gênes, puis à Londres où elle arrive en février 1855. Dans cette capitale, le couple est en contact avec Giuseppe Mazzini, lui aussi réfugié en Angleterre.

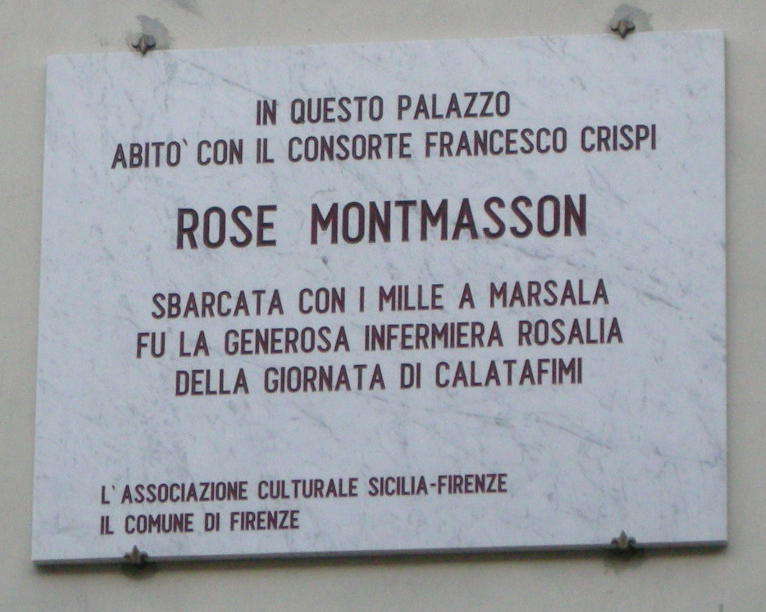
Plaque commémorative à Florence, en hommage à la participation de Montmasson à la bataille de Calatafimi.

En 1859, le couple retourne en Italie et rejoint les forces garibaldiennes qui sont en train de mettre en place le débarquement en Sicile. Montmasson participe activement à la préparation de l'expédition. Elle va à Messine afin d'établir des contacts avec les partisans de l'île et passe par Malte pour y avertir les réfugiés italiens. De retour à Gênes, elle est la seule femme à embarquer sur le Piemonte, malgré les objections de son mari, et à se joindre aux Mille. La légende veut qu'elle se soit déguisée en homme pour ce faire. Elle prend part aux différentes batailles, par exemple celle de Calatafimi, prenant soin des blessés et des moribonds avec grand courage : « Elle fut la sœur, elle fut la mère, elle fut tout pour les blessés ». C'est pendant la campagne de Sicile que le surnom de Rosalia est donné à Rose Montmasson. C'est ainsi que la désigne le poète sicilien Carmelo Piola dans un texte de 1863 louant la participation des époux Crispi à l'aventure garibaldienne. Il y parle de Crispi et de sa compagne, l'eruina Rusulia (l'héroïne Rosalia).
Après l’élection de Francesco Crispi comme député au premier parlement italien (1861), le couple s’installe à Florence. Rosalia y tient un salon que fréquentent des personnalités influentes. Cependant, les relations du couple finissent par se détériorer, en partie pour des raisons politiques, en partie pour des raisons personnelles.
Montmasson est et reste républicaine. Crispi, d’abord républicain, devient monarchiste. Pour lui, l’unité de l’Italie ne se réaliserait qu’à travers la monarchie
. 
Au différend politique s’ajoutent les aventures extra-conjugales de Crispi et la naissance de deux enfants de deux maîtresses différentes, l'une d'elles étant la jeune Filomena Barbagallo, fille d’un procureur général de la cour d’appel, avec qui il a eu une fille. Rosalia, plus âgée et d’extraction modeste, ne correspond pas à l’image de l’épouse de député et Crispi décide de se séparer d'elle pour épouser Filomena. Pour ce faire, il demande et obtient l'annulation du mariage célébré à Malte en 1854, arguant qu'il est invalide en raison du statut ambigu du prêtre. Ministre, il épouse Filomena en 1878, ce qui lui vaut d'être accusé de bigamie. La reine Marguerite de Savoie s'en indigne et soutient Rosalie. Le scandale a pour conséquence l'isolement politique de Crispi pendant quelques années.
Pour Montmasson, la séparation se traduit par une situation d’oubli et de précarité. Elle vit à Rome et subvient à ses besoins grâce à la pension d’état versée aux Mille et à une aide financière de Crispi.
Elle meurt dans la pauvreté en 1904 et est inhumée au Cimetière communal monumental de Campo Verano dans une concession offerte gratuitement par la ville de Rome. À son enterrement participent des associations garibaldiennes et un seul représentant de l'État, le sénateur Francesco Cucchi qui prononce l'éloge funèbre. Comme elle l’avait souhaité, elle est enterrée vêtue de la chemise rouge des Garibaldiens et portant les médailles qu’elle avait reçues en reconnaissance de son rôle dans l’établissement de la l’unité nationale. L’inscription sur sa pierre funéraire porte le nom de Montmasson-Crispi, la décrit comme épouse de Crispi, et rappelle les événements les plus significatifs auxquels elle a participé.

### Dans la littérature
Rosalia Montmasson est l'héroïne du roman historique de Maria Attanasio (it), La ragazza di Marsiglia (Sellerio 2018), couronné de nombreux prix.

### Dans les arts plastiques
Vers 1885, sur commande de Crispi, le sculpteur Salvatore Grita réalise un buste de Rosalia Montmasson, la représentant en femme mûre un portant manteau militaire sur lequel sont épinglées des médailles. Il en existe deux versions, l'une en plâtre au musée civique de Caltagirone en Sicile, l'autre en marbre à la bibliothèque communale de Pise.